# Ocreatus addae
El colibrí de raquetas faldirrojo, colarraqueta muslirrufo o colibrí cola de raqueta de botas rufas (Ocreatus addae) es una especie de ave apodiforme de la familia Trochilidae, anteriormente considerada un grupo de subespecies de Ocreatus underwoodii. Es nativo de regiones andinas del centro oeste de América del Sur.

## Distribución y hábitat
Se distribuye a lo largo de la pendiente oriental de la cordillera de los Andes desde el centro y sur de Perú (de Cuzco a  Puno), hasta las yungas de La Paz a Santa Cruz y Chuquisaca, en Bolivia.
Esta especie es considerada muy común en sus hábitats naturales, dentro y en los bordes de yungas húmedas y del bosque boliviano-tucumano, tan bajo como a 400 m de altitud, pero más común entre los 1000 y 2300 m. También en crecimientos secundarios y claros, ya que es bastante tolerante a ambientes perturbados.

## Sistemática

### Descripción original
La especie O. addae fue descrita por primera vez por el ornitólogo francés Jules Bourcier en 1846 bajo el nombre científico Trochilus addae; no se definió su localidad tipo.

### Etimología
El nombre genérico masculino «Ocreatus» en latín significa ‘de botas’; y el nombre de la especie «addae», conmemora a Adda Wilson (fl. 1840) esposa del ornitólogo aficionado francés William Wilson.

### Taxonomía
El género Ocreatus era monotípico hasta que los estudios comprobaron que las diferencias morfológicas y comportamentales justificaban la división de Ocreatus underwoodii, hasta entonces la única especie plena reconocida, hasta en cuatro especies separadas (O. underwoodii, Ocreatus peruanus, O. addae y O. annae). Las principales clasificaciones reconocieron la separación en tres especies, manteniendo O. annae como subespecie de la presente. Sin embargo, el Comité de Clasificación de Sudamérica (SACC) rechazó la separación en la Propuesta No 989 principalmente debido a la falta de análisis vocales y genéticos que la justifiquen.

### Subespecies
Según las clasificaciones del Congreso Ornitológico Internacional (IOC) y Clements Checklist/eBird se reconocen dos subespecies, con su correspondiente distribución geográfica:
- Ocreatus addae annae (Berlepsch & Stolzmann, 1894) – pendiente oriental de los Andes en el centro y sur de Perú (Cuzco a Puno).
- Ocreatus addae addae (Bourcier, 1846) – pendiente oriental de los Andes bolivianos (Yungas de La Paz hasta Santa Cruz y Chuquisaca).